# Вожани (деревня)
Вожани — деревня в Ефимовском городском поселении Бокситогорского района Ленинградской области.

## Название
Название происходит от имени народа вожане (водь).

## История
Деревня Важаны упоминается на карте Новгородского наместничества 1792 года А. М. Вильбрехта.
Согласно семитопографической карте Новгородской губернии 1847 года деревня называлась Вожани и насчитывала 27 крестьянских дворов.
Согласно X-ой ревизии 1857 года:

ВОЖАНИ — деревня, принадлежит Данилевич: хозяйств — 5, жителей: 9 м. п., 13 ж. п., всего 22 чел.; принадлежит Соколовских: хозяйств — 5, жителей: 12 м. п., 16 ж. п., всего 28 чел.; принадлежит Колюбакину: хозяйств — 3, жителей: 11 м. п., 15 ж. п., всего 26 чел.; принадлежит Белавину: хозяйств — 11, жителей: 28 м. п., 23 ж. п., всего 51 чел.

По земской переписи 1895 года:

ВОЖАНИ — деревня, крестьяне бывшие Данилевич: хозяйств — 3, жителей: 12 м. п., 11 ж. п., всего 23 чел.; бывшие Соколовских: хозяйств — 7, жителей: 20 м. п., 17 ж. п., всего 37 чел.; бывшие Колюбакина: хозяйств — 4, жителей: 15 м. п., 9 ж. п., всего 24 чел.; бывшие Белавина: хозяйств — 14, жителей: 29 м. п., 31 ж. п., всего 60 чел.

В конце XIX — начале XX века деревня административно относилась к Соминской волости 1-го земского участка 3-го стана Устюженского уезда Новгородской губернии.

ВОЖАНИ — деревня Вожанского сельского общества, число дворов — 44, число домов — 78, число жителей: 100 м. п., 106 ж. п.; Занятие жителей: судоходство, лесные заработки. Устюженский почтовый тракт. Озеро Вожанское и речка Чёрная. Смежна с дер. Вожани мещан Гущиных.

ВОЖАНИ (БАРАНОВО, БОЛЬШОЕ ГОРЮНОВО) — деревня мещан Гущиных, число дворов — 2, число домов — 3, число жителей: 6 м. п., 10 ж. п.; Занятие жителей: земледелие. Устюженский почтовый тракт. Озеро Вожанское и речка Чёрная. Часовня. Смежна с дер. Вожани. (1910 год)

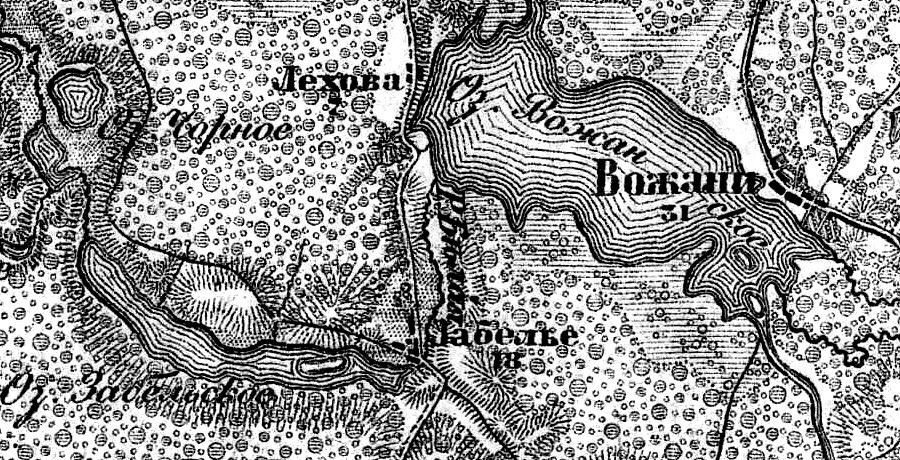
Деревня Вожани на карте 1917 года

Согласно карте Новгородской губернии 1917 года деревня Вожани насчитывала 31 крестьянский двор.
С 1917 по 1918 год деревня входила в состав Тарантаевской волости Тихвинского уезда Новгородской губернии.
С 1918 года в составе Череповецкой губернии.
С 1924 года в составе Соминской волости Устюженского уезда.
С 1927 года в составе Вожанского сельсовета Ефимовского района.
В 1928 году население деревни составляло 236 человек.
Согласно карте Ленинградской области Северо-западного аэрогеодезического треста ГГУ издания 1932 года деревня называлась Вожань и насчитывала 24 крестьянских двора.
По данным 1933 года деревня называлась Вожань и входила в состав Соминского сельсовета Ефимовского района
С 1965 года в составе Бокситогорского района.
По данным 1966 года деревня Вожани входила в состав Соминского сельсовета Бокситогорского района.
По данным 1973, 1990 и 1997 годов деревня в составе Бокситогорского района не значилась.
В 2002 году в деревне Вожани Соминской волости постоянного населения не было.
В 2007 году в деревне Вожани Ефимовского ГП постоянного населения не было, в 2010 году — проживали 4 человека, в 2015 году — 2, в 2016 году — вновь не было постоянного населения.

## География
Деревня расположена в юго-восточной части района на автодороге А114 (Вологда — Новая Ладога).
Расстояние до административного центра поселения — 30 км.
Расстояние до ближайшей железнодорожной станции Ефимовская — 34 км.
Деревня находится на восточном берегу Вожанского озера.

## Демография
| 2002 | 2007 | 2010 | 2017 |
| ---- | ---- | ---- | ---- |
| 0    | →0   | ↗4   | ↘2   |

### Национальный состав
Согласно данным Всероссийской переписи населения 2021 года в деревне проживали 5 человек, все русские.